# カリスタグローリ
カリスタグローリ（欧字名:Kalista Glory、1988年3月11日 - 不明）は、日本の競走馬、種牡馬。主な勝ち鞍に1991年のクリスタルカップ。

## 競走馬時代
1990年8月の函館競馬場開催でデビューし見事勝利を飾ると、その後しばらく休養。年明けて3月中山競馬場の500万下特別レース桜草特別に出走してここでも勝利し2連勝を収め、皐月賞トライアルのスプリングステークスに駒を進めるもシンホリスキーの9着に終わる。その後、クリスタルカップでは2番人気に推され勝利。これが結果的に最初で最後の重賞制覇だった。次走ニュージーランドトロフィー4歳ステークスではヴァイスシーダーの5着に敗れると6か月休養し、その後の復帰戦のスプリンターズステークスでダイイチルビーの9着を最後に引退した。

## 競走成績
以下の内容は、netkeiba.comおよびJBISサーチに基づく。
| 年月日     | 競馬場 | 競走名                | 格   | 距離（馬場）  | 頭 数 | 枠 番 | 馬 番 | オッズ（人気） | 着順 | タイム （上り3） | 着差 | 騎手     | 斤量（kg） | 勝ち馬/（2着馬）       |
| ---------- | ------ | --------------------- | ---- | ------------- | ----- | ----- | ----- | -------------- | ---- | ---------------- | ---- | -------- | ---------- | ---------------------- |
| 1990.08.12 | 函館   | 3歳新馬               |      | 芝1000m（良） | 10    | 5     | 5     | 05.4（3人）    | 1着  | 0:58.1 (34.7)    | -0.1 | 柴田政人 | 53         | （レガシーオブゼルダ） |
| 1991.03.10 | 中山   | 桜草特別              | 500  | 芝1200m（良） | 13    | 5     | 7     | 02.6（2人）    | 1着  | 1:09.6 (35.4)    | -0.3 | 柴田政人 | 55         | （ハートインナウ）     |
| 0000.03.24 | 中山   | スプリングS           | GII  | 芝1800m（稍） | 12    | 8     | 11    | 12.3（6人）    | 9着  | 1:51.5 (37.1)    | -1.2 | 柴田政人 | 56         | シンホリスキー         |
| 0000.04.13 | 中山   | クリスタルC           | GIII | 芝1200m（良） | 14    | 3     | 4     | 03.3（2人）    | 1着  | 1:08.6 (35.4)    | -0.3 | 柴田政人 | 55         | （ユウキトップラン）   |
| 0000.06.02 | 東京   | ニュージーランドT4歳S | GII  | 芝1600m（稍） | 12    | 1     | 1     | 05.8（3人）    | 5着  | 1:36.1 (37.0)    | -0.8 | 柴田政人 | 56         | ヴァイスシーダー       |
| 0000.12.15 | 中山   | スプリンターズS       | GI   | 芝1200m（良） | 16    | 8     | 15    | 31.7（7人）    | 9着  | 1:08.6 (35.5)    | -1.0 | 柴田政人 | 55         | ダイイチルビー         |

## 種牡馬時代
引退後は白井牧場第一分場で種牡馬入りし、2003年9月に静内スタリオンステーションに移動。翌2004年に静内スタリオンステーションが閉鎖されると、アロースタッドに移った。2010年10月付で用途変更となり、その後の動向はわかっていない。
初年度産駒は1997年にデビューし、比較的安価の種付料と産駒が堅実に走ることで人気があった。産駒はGⅠにこそ手が届かなかったものの、2006年にサチノスイーティーがアイビスサマーダッシュを制し、産駒のJRA重賞初制覇となった。

### 主な産駒
- 1995年産
  - モールドオプトレー（オールスターカップ、宇都宮記念）[8]
- 2000年産
  - トーセンオリオン（クリスマスローズステークス、クロッカスステークス、アイビスサマーダッシュ3着）[9]
- 2003年産
  - サチノスイーティー（アイビスサマーダッシュ、京葉ステークス）[10]
- 2004年産
  - シンメイジョアー（若草賞、サラ・クイーンカップ、東海クイーンカップ）[11][12]

### ブルードメアサイアーとしての主な産駒
- 2005年産
  - ダイバクフ（父アサティス、華月賞）

## 血統表
| カリスタグローリの血統                             | カリスタグローリの血統                               | カリスタグローリの血統                               | （血統表の出典）                                     | （血統表の出典） |
| 父系                                               | ネヴァーベンド系                                     | ネヴァーベンド系                                     | ネヴァーベンド系                                     | [ § 2 ]          |
| 父 *ブレイヴェストローマン Bravest Roman 1972 鹿毛 | 父の父Never Bend 1960 鹿毛                           | Nasrullah                                            | Nearco                                               | Nearco           |
| 父 *ブレイヴェストローマン Bravest Roman 1972 鹿毛 | 父の父Never Bend 1960 鹿毛                           | Nasrullah                                            | Mumtaz Begum                                         |                  |
| 父 *ブレイヴェストローマン Bravest Roman 1972 鹿毛 | 父の父Never Bend 1960 鹿毛                           | Lalun                                                | Djeddah                                              | Djeddah          |
| 父 *ブレイヴェストローマン Bravest Roman 1972 鹿毛 | 父の父Never Bend 1960 鹿毛                           | Lalun                                                | Be Faithful                                          |                  |
| 父 *ブレイヴェストローマン Bravest Roman 1972 鹿毛 | 父の母Roman Song 1955 鹿毛                           | Roman                                                | Sir Gallahad                                         | Sir Gallahad     |
| 父 *ブレイヴェストローマン Bravest Roman 1972 鹿毛 | 父の母Roman Song 1955 鹿毛                           | Roman                                                | Buckup                                               |                  |
| 父 *ブレイヴェストローマン Bravest Roman 1972 鹿毛 | 父の母Roman Song 1955 鹿毛                           | Quiz Song                                            | Sun Again                                            | Sun Again        |
| 父 *ブレイヴェストローマン Bravest Roman 1972 鹿毛 | 父の母Roman Song 1955 鹿毛                           | Quiz Song                                            | Clever Song                                          |                  |
| 母 ロッチテスコ 1975 鹿毛                          | 母の父*テスコボーイ Tesco Boy 1963 黒鹿毛            | Princely Gift                                        | Nasrullah                                            | Nasrullah        |
| 母 ロッチテスコ 1975 鹿毛                          | 母の父*テスコボーイ Tesco Boy 1963 黒鹿毛            | Princely Gift                                        | Blue Gem                                             |                  |
| 母 ロッチテスコ 1975 鹿毛                          | 母の父*テスコボーイ Tesco Boy 1963 黒鹿毛            | Suncourt                                             | Hyperion                                             | Hyperion         |
| 母 ロッチテスコ 1975 鹿毛                          | 母の父*テスコボーイ Tesco Boy 1963 黒鹿毛            | Suncourt                                             | Inquisition                                          |                  |
| 母 ロッチテスコ 1975 鹿毛                          | 母の母スターロツチ 1957 黒鹿毛                       | *ハロウェー Harroway                                 | Fairway                                              | Fairway          |
| 母 ロッチテスコ 1975 鹿毛                          | 母の母スターロツチ 1957 黒鹿毛                       | *ハロウェー Harroway                                 | Rosy Legend                                          |                  |
| 母 ロッチテスコ 1975 鹿毛                          | 母の母スターロツチ 1957 黒鹿毛                       | コロナ                                               | 月友                                                 | 月友             |
| 母 ロッチテスコ 1975 鹿毛                          | 母の母スターロツチ 1957 黒鹿毛                       | コロナ                                               | 秀節 F-No.11-c                                       |                  |
| 母系(F-No.)                                        | クレイグダーロツチ系(FN:11-c)                        | クレイグダーロツチ系(FN:11-c)                        | クレイグダーロツチ系(FN:11-c)                        | [ § 3 ]          |
| 5代内の近親交配                                    | Nasrullah 3×4 =18.75%、Pharos･Fairway 5×6･6･4 =12.5% | Nasrullah 3×4 =18.75%、Pharos･Fairway 5×6･6･4 =12.5% | Nasrullah 3×4 =18.75%、Pharos･Fairway 5×6･6･4 =12.5% | [ § 4 ]          |
| 出典                                               | 1. 2. 3. 4.                                          | 1. 2. 3. 4.                                          | 1. 2. 3. 4.                                          | 1. 2. 3. 4.      |

- 祖母に1960年の優駿牝馬と有馬記念を制し、子孫に数多くの名馬を送り出している名牝スターロツチを持つ良血馬である。
- 従兄弟にハードバージがいる。
- 姉パワフルレディの仔にウイニングチケットとロイヤルタッチ、孫にエアセレソン、曾孫にダンスディレクター[14]。